# Muhammad Hubajl
Muhammad Hubajl (ar. محمد حبيل, ur. 23 czerwca 1981) – bahrajński piłkarz grający na pozycji pomocnika. Jest starszym bratem A’ali Hubaila, także reprezentanta kraju.

## Kariera klubowa
Karierę piłkarską Hubajl rozpoczął w klubie Al-Ahli z miasta Manama. W 2001 roku zadebiutował w jego barwach w bahrajńskiej Premier League. W 2003 roku zdobył z nim Puchar Króla Bahrajnu. Na początku 2005 roku odszedł z Al-Ahli do katarskiego Al-Gharafa, w którym grał przez pół roku wraz z bratem A’alą i innym rodakiem, Duajim Abdullą. Latem 2005 odszedł do Qatar SC, w którym grał w sezonie 2005/2006.
W 2006 roku Hubajl wrócił do Bahrajnu, do Al-Ahli Manama. W 2007 roku zdobył z nim Puchar Bahrajnu. Na początku 2008 roku został piłkarzem kuwejckiego Al-Arabi. W 2008 roku sięgnął z nim po Puchar Emira Kuwejtu. Latem 2009 znów powrócił do Al-Ahli, a na początku 2010 przeszedł do Al Qadsia z Kuwejtu.

## Kariera reprezentacyjna
W reprezentacji Bahrajnu Hubajl zadebiutował w 2004 roku. W tym samym roku zajął z Bahrajnem 4. miejsce podczas Pucharu Azji 2004. Na tym turnieju wystąpił w 6 meczach: z Chinami (2:2 i gol w 41. minucie), z Katarem (1:1 i gol w 90. minucie), z Indonezją (3:1), ćwierćfinale z Uzbekistanem (2:2, k. 4:3), półfinale z Japonią (3:4) i o 3. miejsce z Iranem (2:4). W 2007 roku został powołany przez selekcjonera Milana Máčalę do kadry na Puchar Azji 2007. Tam rozegrał 3 spotkania: z Indonezją (1:2), z Koreą Południową (2:1) i z Arabią Saudyjską (0:4).